# میکروگلیا

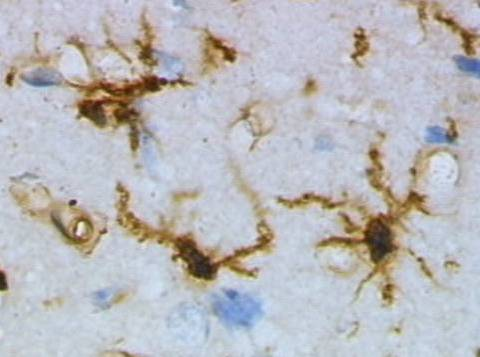

میکروگلیا (Microglia) یا ریزپی‌بان‌ها یاخته‌هایی کوچک و غیرعصبی و میان‌بافتی با منشأ میان‌پوستی هستند که بخشی از ساختار حمایتی دستگاه عصبی مرکزی را تشکیل می‌دهد.
میکروگلیا ۵ تا ۲۰ درصد کل جمعیت سلول‌های گلیایی را تشکیل می‌دهند.
این سلولها اولین جمعیت از سلولهای دستگاه عصبی مرکزی می‌باشند که در مقابل آسیب‌ها، عفونت‌ها و واکنش‌های التهابی مغزی نظیر بیماری آلزایمر، مالتیپل اسکلروزیز (ام اس)، انسفالوپاتی و بیماری‌های پریونی پاسخگو می‌باشند.
میکروگلیا اعمالی شبیه ماکروفاژهای بافت‌های دیگر دارند که می‌توان به فاگوسیتوز میکرو ارگانیسم‌های مهاجم و سلولهای آسیب دیده، عرضه آنتی‌ژن و تولید سیتوکین و تولید کموکاین‌ها، تولید ایی کوزانوئیدها، اجزای کمپلمان، اسیدهای آمینه محرک مثل گلوتامات، پروتئینازها، رادیکالهای اکسیدایتو و نیتریک اکسید و پروتئین شوک حرارتی hsp ۷۰ اشاره نمود.
بر اساس مطالعات تکوینی و پاتوفیزیولژی سه فرم قابل شناسایی برای میکروگلیا تعریف شده‌است.
الف ـ میکروگلیا منشعب (Ramified) یا میکروگلیای در حال استراحت (Resting) در دستگاه عصبی مرکزی نرمال و بالغ و شرایط غیر پاتولژیک می‌باشد.
ب ـ میکروگلیا فعال شده (Activated) میکروگلیای غیرفاگوسیتیک که در نواحی واکنش‌های ثانویه بعلت قطع عصب و التهاب CNS یافت می‌شوند.
ج ـ میکروگلیای واکنش دهنده (Reactive) یا میکروگلیای فاگوسیتیک که در نواحی عفونی و نواحی دژنره شده نورونی یافت می‌شوند. در طی بیماری و آسیب CNS، میکروگلیا تغییراتی در شکل و ظاهر شان نشان می‌دهند. در حالت استراحت میکروگلیا بسیار منشعب با سیتوپلاسم دور هسته‌های کم می‌باشند. به محض صدمه پاتولژیک این سلولها هاپرتروفی پیدا می‌کنند و ضمائمشان کوتاه و پرپشت می‌شود.

## تکوین و تمایز سلول‌های میکروگلیال
دستگاه عصبی مرکزی از دو نوع سلول تشکیل شده‌است: نورون‌ها و گلیاها. میکروگلیاها یکی از انواع گلیاها هستند که ۲۰٪ از سلول‌های غیر نورونی را تشکیل می‌دهند. به‌طور کلی دونوع میکروگلیا در مغز وجود دارد. میکروگلیاهای ثابت که در پارانشیم مغزی پراکنده‌اند و میکروگلیاهای دور رگی که به‌طور دوره‌ای به‌وسیله سلول‌های جدید جانشین می‌شوند. این سلول‌ها دارای نقشهای متعددی مانند رشد و هدایت آکسون‌ها، حذف نورون‌های موقتی و سلول‌های ناهنجار هستند؛ که این عمل آنها شبیه نوع خاصی از سلولهای دستگاه ایمنی یعنی ماکروفاژها است. همین امر سبب این تصور شد که ممکن است منشأ میکرو گلیاها از سلولهای خون ساز با منشأ مزودرمی (میان‌پوستی) باشد.
در مورد منشأ میکروگلیاها دو احتمال وجود دارد:اول اینکه این سلولها منشأ نورواکتودرمی دارند و دوم اینکه از مزودرم منشأ گرفته‌اند؛ ولی در سال‌های اخیر مدارک جدیدی در تأیید احتمال دوم ارائه شده‌است. آخرین نتایج تحقیقات نشان می‌دهد که میکروگلیاها از سلولهای مغز استخوان که از دودمان سلولهای میلوئیدی هستند منشأ می‌گیرند. پیش سازهای میکروگلیا باید قبل از بلوغ سیستم عصبی وارد آن شوند. این عمل در پرندگان در هفته آخر جنینی و در جوندگان طی آخرین روزهای جنینی و اولین روزهای نوزادی صورت می‌گیرد. این پیش سازها از سه طریق وارد دستگاه عصبی می‌شوند: از طریق جریان و با عبور از اندوتلیال رگ‌ها، از طریق بطن‌های مغزی و از طریق مننژ.
این پیش‌سازها در دستگاه عصبی تکثیر شده و سپس مهاجرت می‌کنند. مهاجرت آنها به دو صورت مماسی و شعاعی انجام می‌شود. میکروگلیاها ابتدا به صورت تقریباً گرد با ضمائم کوتاه هستندکه تحت تأثیر فاکتورهایی مانند پروتئین‌های پلاسمایی هورمون‌های تیروئیدی و مواد مترشحه از خود میکروگلیاها به حالت شاخه‌دار در می‌آیند. باید توجه داشت که میکروگلیاها به‌طور کامل تمایز نمی‌یابند و همین خاصیت باعث می‌شود که در شرایط مختلف بخوبی انعطاف‌پذیری نشان داده و توانایی خود را تغییر می‌دهند.

## نگارخانه

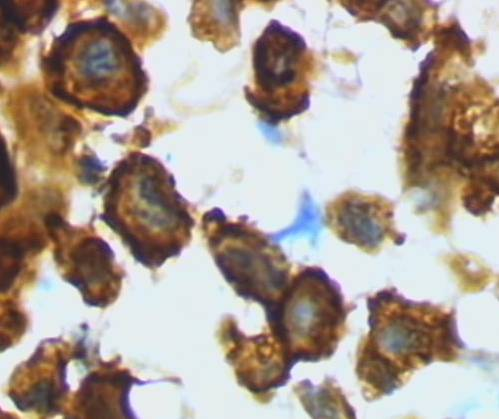